# Johan Blomberg

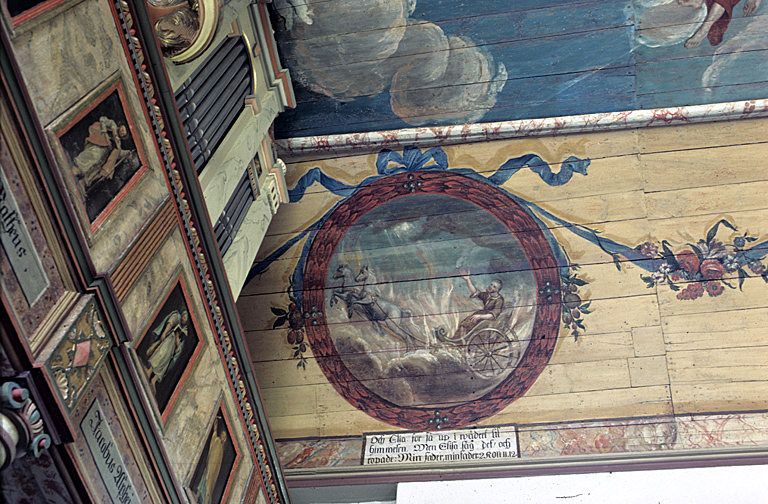
Del av takmålningen i Rävinge kyrka.

Johan Blomberg, född 1722, död 12 juli 1802 i Halmstad, var en svensk målarmästare, konstnär och kyrkomålare.

## Biografi
Liksom sin företrädare, Bernhard Christian Dahm (1718-1768), hade Blomberg varit inskriven som gesäll hos målarämbetet i Stockholm. När sedan Dahm 1768 avlidit, hade Halmstad ingen målarmästare. Blomberg antogs som sådan i Halmstad 1769 och gifte sig med Dahms änka, Anna Elisabeth Paulin samma år.
Det är känt att han dekorerat taken i fyra kyrkor i södra Halland. Blombergs skicklighet som konstnär och kyrkomålare framstår i de kyrkor, där målningarna tagits fram efter att en period varit övermålade. I de två andra kyrkorna har de förstörts i samband med ombyggnader.

## Verk
- 1771 Kvibille kyrka. Takmålningar och altartavla. Bevarat.
- 1774 Rävinge kyrka. Takmålningar och läktarbröstning. Bevarat.
- 1777 Getinge kyrka. Takmålningar. Utbytt.
- 1778 Holms kyrka. Takmålningar. Utbytt.